# 야마하시 다카시
야마하시 다카시(일본어: 山橋 貴史, 1972년 5월 31일 ~ )는 일본의 전 축구 선수이다.

## 구단 경력
1991년 일본 사커 리그의 얀마 디젤(세레소 오사카)에 입단했다. 1994년 재팬 풋볼 리그 우승으로 J1리그로 승격했다. 1994년에 천황배 준우승. 1996년까지 106경기에 출전하여, 13득점을 넣었다. 1997년 재팬 풋볼 리그의 콘사돌레 삿포로로 이적했다. 1997년 재팬 풋볼 리그 우승으로 J1리그로 승격했다. 1998년후 현역 은퇴.